# Агепонг, Томас
Томас Агепонг (англ. Thomas Agyepong; род. 10 октября 1996, Аккра) — ганский футболист, нападающий эстонского клуба «Пайде». Выступал за сборную Ганы.

## Клубная карьера
Агепонг — воспитанник английского клуба «Манчестер Сити».
31 июля 2015 года отправился в аренду в нидерландский клуб «Твенте». 4 октября 2015 года дебютировал за новую команду, в матче против АЗ вышел в конце матча. 1 ноября 2015 года забил первый гол в матче против клуба «Утрехт».

## Статистика
| Сезон           | Клуб            | Дивизион        | Лига  | Лига | Кубок | Кубок | Континентальные | Континентальные | Всего | Всего |
| Сезон           | Клуб            | Дивизион        | Матчи | Голы | Матчи | Голы  | Матчи           | Голы            | Матчи | Голы  |
| --------------- | --------------- | --------------- | ----- | ---- | ----- | ----- | --------------- | --------------- | ----- | ----- |
| 2015/16         | Твенте (аренда) | Эредивизи       | 7     | 1    | 0     | 0     | 0               | 0               | 7     | 0     |
| Всего в карьере | Всего в карьере | Всего в карьере | 7     | 1    | 0     | 0     | 0               | 0               | 7     | 1     |